# Wilwerdange - Conzefenn
Wilwerdange - Conzefenn este o arie protejată (arie specială de conservare — SAC, sit de importanță comunitară — SCI) din Luxemburg întinsă pe o suprafață de 135,46 ha, integral pe uscat.

## Localizare
Centrul sitului Wilwerdange - Conzefenn este situat la coordonatele 50°08′45″N 6°02′14″E / 50.1458°N 6.0372°E.

## Înființare
Situl Wilwerdange - Conzefenn a fost declarat sit de importanță comunitară în decembrie 1998 pentru a proteja 5 specii de animale. Situl a fost protejat și ca arie specială de conservare în noiembrie 2009.

## Biodiversitate
Situată în ecoregiunea continentală, aria protejată conține 5 habitate naturale: Formațiuni ierboase bogate în specii de Nardus, dezvoltate pe substraturi silicioase în zone montane (și în zone submontane, în Europa continentală), Pajiști cu Molinia pe soluri calcaroase, turboase sau argilos-nămoloase (Molinion caeruleae), Mlaștini turboase de tranziție și turbării mișcătoare, Păduri de fag Luzulo-Fagetum, Mlaștini împădurite.
La baza desemnării sitului se află mai multe specii protejate:
- păsări (4): fâsă de pădure (Anthus trivialis), ciocănitoare neagră (Dryocopus martius), sfrâncioc mare (Lanius excubitor), gaia roșie (Milvus milvus)
- mamifere (1): liliac comun (Myotis myotis)

Pe lângă speciile protejate, pe teritoriul sitului au mai fost identificate 8 specii de plante.